# Caviceps
Caviceps is een vliegengeslacht uit de familie van de halmvliegen (Chloropidae).

## Soorten
- C. darlingtoniae (Jones, 1916)